# Лесник
Лесник или Лесовик је шумски демон у словенској митологији у чијој заштити су дивље животиње и шума. Лесовика (Лешиха) је жена Лесника.

## Име и етимологија
Лесник је познат и под другим именима: Лешиј, Леши, Лесовик, Лесовој, Лешак, Лшен, Лесун, Лесној, Лисун, Шуман, итд.
Име долази од корена старословенске речи лес (* [*]) — „шума“.

## Опис
Лесник је обично представљен као висок човек, али има и способност да мења своју величину, од висине траве, па све до највишег дрвета. Коса и брада су му сачињене од траве и пузавица, изразито је длакав, а описиван је са репом, копитима и роговима. Има блед тен и изразито зелене очи. Лесник је у блиској вези са сивим вуком, и често друштво му је медвед. Има плаву крв, те му образи имају плавичасти изгле. Очи су му ибочене. Легенда каже да има црвени кожух и да леву ципелу носи на десној нози. Нема сенку. Врло је велики, а да би се сакрио од људи претварао би се у патуљаста створења.

## Способности
Лесник је заштитник свих животиња и птица у шуми. Велике миграције животиња се наводно дешавају по Лесниковој наредби. Прича се да има способност мењања облика у било коју форму, животиње или птице. Када је у људској форми, изгледа као обичан сељанин, осим што му очи сјаје и обућа му је одевена наопако. Величина му варира, када хода шумом, глава му дотиче највише дрвеће, а када се креће по ивици шуме или жбуњу постаје патуљак често тако мален да се може сакрити под једним листом.
Ако се особа спријатељи са Лесником, он ће касније бити подучен тајнама магије. Фармери и пастири су правили пактове са Лесником како би он чувао њихове усеве и стада. Лесник је познат по томе да путнике зна да наведе на погрешан пут, да их разболи или голица до смрти. Познати су и по сакривању секири дрвосеча. Ако Лесник пресече пут пролазника, та особа ће се моментално изгубити. Да би пронашли пут, морате окренути своју одећу наопако, и обути обућу наопако.
Лесници су врло несташна бића: имају ужасне крике, могу имитирати гласове особа препознатљиве пролазнику и намамити их у своју пећину, где ће их лесник голицати до смрти. Лесници нису зли: они уживају у обмањивању људи и киднаповању младих жена, познати су по томе да пазе да стока на испаши не одлута дубоко у шуму и изгуби се.
Ако шуму настањује више од једног Лесника, они ће се побити око територијалног права. Доказ је оборено дрвеће разбацано около и преплашене животиње.